# Khadim N’Diaye
Serigne Khadim N’Diaye (Dakar, 1985. április 5. –) szenegáli válogatott labdarúgó, jelenleg a Horoya AC játékosa.

## Pályafutása

### Klubcsapatokban
A felnőttek között a Casa Sports együttesénél mutatkozott be, majd megfordult az ASC Linguère csapatánál, kölcsönbe a svéd Kalmar FF játékosa is volt. 2013-ban az ASC Diaraf alkalmazotja volt, majd 2014 elejétől fogva a guineai Horoya AC játékosa.

### A válogatottban
A felnőtt válogatott tagjaként részt vett a 2012-es és a 2017-es afrikai nemzetek kupáján, valamint a 2018-as labdarúgó-világbajnokságon.

## Statisztika

### Válogatott
2018. június 28-i állapotnak megfelelően.
| 2009     | 1  | 0 |
| 2010     | 6  | 0 |
| 2011     | 2  | 0 |
| 2012     | 2  | 0 |
| 2013     | 0  | 0 |
| 2014     | 0  | 0 |
| 2015     | 0  | 0 |
| 2016     | 4  | 0 |
| 2017     | 5  | 0 |
| 2018     | 6  | 0 |
| Összesen | 26 | 0 |